# Al Matar Al Qadeem (métro de Doha)
Al Matar Al Qadeem (en arabe : الدوحة الجديدة) est une station sur la Ligne Rouge du Métro de Doha. Elle est ouverte en 2019.

## Histoire
La station est mise en service le 8 mai 2019.

## Services aux voyageurs

### Intermodalité
- Metrolink : M120 (AlHilal(South) and Nuaija)
- Metrolink : M122 (Old Airport Area via Health Center)
- Metrolink : M121 (Old Airport Area via Q-Charity)